# 국군기무사령부
국군기무사령부(國軍機務司令部, 영어: Defense Security Command, DSC) 또는 단순히 기무사(機務司)는 서울 종로구 삼청동 25-1에서 경기도 과천으로 이전 했던 대한민국 국방부직할의 수사정보기관이다. 군사에  관한 정보 수집 및 군사 보안 및 방첩, 범죄 수사를 목적으로 했으나 사실상 정부에 반대하는 인물들을 잡아가서 고문하고 사망하도록 했다. 그러나 과거 보안사령부 시절부터 박정희, 전두환 노태우 정권에 비판하거나 시위,학생운동하는 인물은 불순한자로 간주하고 무조건 데려가서 물고문과 전기고문, 통닭자세로 잠못자게 두들겨 맞았다. 해외에서는 암살을 시도 했다. 박정희 전두환은 정치에 개입하거나 군사 반란을 주동하는 등의 문제가 있었다. 부대는 본부와 지원 부대로 구성되었고 지원 부대는 국군의 연대급 이상의 부대에 배속되었으나 배속된 부대와 별개의 독립부대처럼 운영되었다.
2018년 8월 6일 군사안보지원사령부라고 확정되었다. 개편안은 8월 14일에 국무회의에서 심의·의결되었다.
2018년 9월 1일 군사 정보, 보안, 방첩 기능을 수행하는 군사안보지원사령부가 새롭게 창설함에 따라 과거 세월호 유가족 사찰, 국정 여론조작, 계엄령 준비 논란을 일으켰던 국군기무사령부는 해체되었다.

## 역사

### 1977년 이전
육군
1945년 11월에 미군정청 국방사령부에 정보과가 설치되었고, 1946년 1월에 남조선국방경비대 정보과로 개편되었다. 1948년 5월 27일에 조선경비대 정보처 내에 설치된 '특별조사과'가 모체이며, 정부 수립 후인 1948년 11월에 육군본부 정보국 '특별조사대'로, 1949년 10월에 '방첩대'로 개편되었다. 한국전쟁 발발 후인 1950년 10월에는 육군본부 직할의 '특무부대'(特務部隊, Special Operation Unit, SOU)로 정보국에서 독립하였다. 민간인 학살과 정치 사찰, 월권과 전횡이 문제가 되어 4.19 혁명 후인 1960년 7월에 육군 '방첩부대'(防諜部隊, Korean Counterintelligence Corps, KCIC)로 개칭되었고, 1968년 9월에 육군 '보안사령부'(Defense Security Command)로 개칭되었다.
해군과 공군
1953년에 해군 방첩대가, 1954년에 공군 특별수사대가 각각 창설되었다.

### 1977년 이후
1977년 9월에 육군 보안사령부를 중심으로 해군과 공군의 방첩부대를 통합하여 국군보안사령부로 확대 개편되었다. 신군부의 정권 장악 의도에 따라, 보안사는 1979년 12·12 군사 반란, 1980년 5·17 비상계엄 전국확대 조치, 국가보위비상대책위원회 설치 등 군사반란을 획책, 주도하였다. 1989년에는 친위쿠데타를 반대할 인사를 검거하기 위한 청명계획을 수립하였고, 1990년에 윤석양 이병 민간인 사찰 폭로 사건 이후 1991년 1월 1일에 '국군기무사령부'로 개칭되었다.
기무사는 국군 보안사령부 시절부터 서울지구병원에 있었는데, 2008년 11월에 경기도 과천시로 이전하였다.

### 해체
2018년, 국군기무사령부가 이명박 정부~박근혜 정부 시절 여론조작, 세월호 유족 사찰, 계엄령 준비 등의 활동을 한 것이 밝혀지면서 논란이 일자 문재인 대통령은 기무사 해체와 재편을 지시하였고, 국방부는 2018년 9월 1일 서울특별시 종로구 삼청로 30 국군기무사령부를 해체하고 새로운 군사 안보 부대인 군사안보지원사령부를 창설했다.

## 임무
- 군내 군사기밀의 보안·관리
- 군 내 주요 범죄 수사
- 군사 정보, 정보 보안 및 방첩업무
- 국내 군 관련 첩보의 수집·작성 및 처리
- 정보 작전 방호 태세 및 정보전(情報戰) 지원
- 군사법원법 제44조제2호에 규정된 범죄의 수사에 관한 사항
- 정보통신기반 보호법 제8조에 따라 지정된 주요정보통신기반시설 중 국방분야 주요정보통신기반시설의 보호지원
- 통신 감청 업무

## 논란 및 비판
이명박, 박근혜 정부 당시에 있었던 여론조작, 세월호 관련 활동, 계엄령 검토 등이 드러나면서, 여론조사상으로 국민들의 80%가 기무사 폐지 또는 전면 개혁에 대해 찬성하는 것으로 드러났다. 리얼미터 여론조사 결과 전면 개혁 응답이 44.3%, 폐지 응답이 34.7%, 현행 유지 응답이 11.3%, '잘 모름'이 9.7%로 집계됐다. 자유한국당 지지층도 전면 개혁 응답이 41.7%, 폐지는 6.3%, 현행 유지는 37.4%로 나타나 전면 개혁 의견이 우세한 것으로 드러났다.

### 기밀 유출 수사의 부진
국군기무사령부가 해군교육사령부에서 고위 장교들에 의해 군 보안프로그램 파수군을 우회해서
각종 군사 기밀이 유출되고 있는 것을 포착해서 1년 가까이 수사하고 있다. 허나, 기밀 유출에 관련된 구체적인 증거를 찾지 못해 수사는 난항을 겪고 있다. 군 내부자는 전역 후 다른 정부기관에 해당하는 국민권익위원회에 다시 민원을 냈다. 그러나 여전히 수사가 지지부진하고 시간이 흘러 2014년 국방위원회 국정감사가 10월에 열리면서 공식 안건으로 등장했고 심각한 지적을 받았다. 이 때문에 군 안팎으로는 유출된 자료의 민감성 때문에 수사에도 영향을 받는것 아니냐는 우려의 목소리가 나오고 있다.

### 내부 성범죄 은폐
2018년 7월 기무사는 동료에게 성폭행을 당했다는 여군 부사관의 신고를 받았다. 그러나 기무사는 성폭행 사실이 없었고 상호간의 합의에 의한 성관계였다고 판단했다. 그러나 군인권센터와 여군 부사관은 이에 대해 납득하지 못하고 국방부 조사본부에 신고했지만 결론이 나지 않았고, 피해를 주장한 여군은 전역했다.

### 여론조작
이철희 더불어민주당 의원은 기무사가 이명박 정부 출범 2008년 6월 4일 청와대에 보고한 문서를 공개했다. 문서에서 기무사는 국정원·경찰청·합참·기무사 등 '기관별 사이버 인력' 현황을 일별한 뒤 '좌익세력의 반정부 선전·선동에 대응하고 정부를 지지하는 여론을 확산시키는 것'을 임무로 하는 비공개 특수팀의 운영을 건의하면서 좌익성향의 기사나 칼럼에 대응하고, 세미나를 통한 홍보나 좌파의 불법행위를 비판하고 대학생을 교육·조직화하는 단계별 활동을 제시했다.
여론조작 사건과 관련하여 국방부 보통군사법원은 국군기무사령부의 여론조작 활동에 개입하고 정치적 의견을 공표한 혐의를 받고 있는 전 기무사 소속 중령에 대한 구속영장을 발부했다고 밝혔다.

### 세월호 사고 관련 활동
박근혜 정부때에는 세월호 침몰 사고 발생 직후 6개월 동안 실종자 가족 및 가족대책위 대표 인물의 신상을 정리하고 성향을 분류했으며, 유가족들에게 국민적 비난을 전달해 유가족들의 '무분별한 요구'를 근절하려고 했으며, 기무활동관을 팽목항과 단원고등학교에 배치해 매일 보고를 해왔다. 또한 기무사는 보수단체들에게 시민단체가 벌이는 집회에 대응하는 집회를 열 수 있도록 세월호와 관련된 집회 정보를 문서로 제공하기도 했다.
2014년 9월에는 기무사가 수색을 종결시키기 위해 실종자 가족을 설득할 논리와 방안을 개발했으며, 이 방안과 논리는 '청와대 보고사항'이라고 적혀 있다.
계엄령 의혹을 수사할 독립수사단은 세월호 유가족 사찰 의혹도 같이 수사할 것으로 보인다. 김의겸 청와대 대변인은 "대통령은 독립수사단이 기무사의 세월호 유족 사찰 의혹에 대해서도 수사하도록 했다"고 밝혔다.
8월 2일 국방부 특별수사단(이하 특수단)은 기무사의 계엄령 문건 관련 USB에서 '계엄시행준비'에 관한 내용과 함께 세월호 유족에 대한 사찰 사실도 확인했다. 특수단은 "기무사는 세월호 참사 발생 이후 현장지원 등을 명목으로 세월호 TF를 구성해 일반 지원업무 이외에도 유가족을 사찰한 사실을 확인했다"며 "현장 및 사이버 사찰을 통해 유가족의 성향, 정부 발표에 대한 반응, 유가족의 사진, 학력, 전화번호 등의 정보를 수집해 보고한 사실을 확인했다"고 밝혔다.

### 박근혜 정부 촛불집회 계엄령 선포 검토
박근혜 대통령 탄핵 심판과 관련하여 소추가 기각되거나 각하될 시 위수령과 계엄령을 발령할 계획을 준비한 사건이다. 자유한국당에서는 이러한 기무사의 행위가 비상시를 대비한 임무였다고 밝히면서 '기무사의 월권 여부는 따져야 하겠지만 촛불시위 참가자와 태극기 집회 참가자가 대립하는 상황에서 이정도 대비도 하지 않는다면 군대가 직무를 유기하는 것'이라는 입장을 냈다. 반면 정부와 더불어민주당, 바른미래당, 정의당에서는 문건 작성 가담자 처벌, 각 부대 압수수색, 국회 청문회와 함께 광역시도에 설치된 기무부대의 폐지, 기무사령관 계급 강등, 인력 감축 등을 추진하고 있다.

### 방첩부대 명령 권한이 없는 각군 참모총장
국방장관과 대통령에 예속된 기관으로 참모총장은 보안사령부를 지휘할 권한이 없다. 5.16쿠데타 성공의 결정적 단서를 이끌어낸 전두환 대위는 중앙정보부 창설에 인사과장 파견을 가고, 박정희 대통령은 군부 지휘계통을 참모총장 이하 공식 지휘계통과 보안사령관 이하 정보계통으로 이원화하여 관리한다.
계엄사령관 정승화 총장의 군부와 전두환의 신분부로 균열이 생기며, 수도경비사령관으로 장태완 소장을 임명한 정승화 총장의 인사에 관한 불만이 공화당 김종필 총재에게 전해지기도 하였다. 김종필 총재는 정치권까지 이 군인사에 관한 불만이 전해지는 것은 공식 지휘계통에서 군부 장악력의 문제라고 생각하였다.

## 역대 사령관

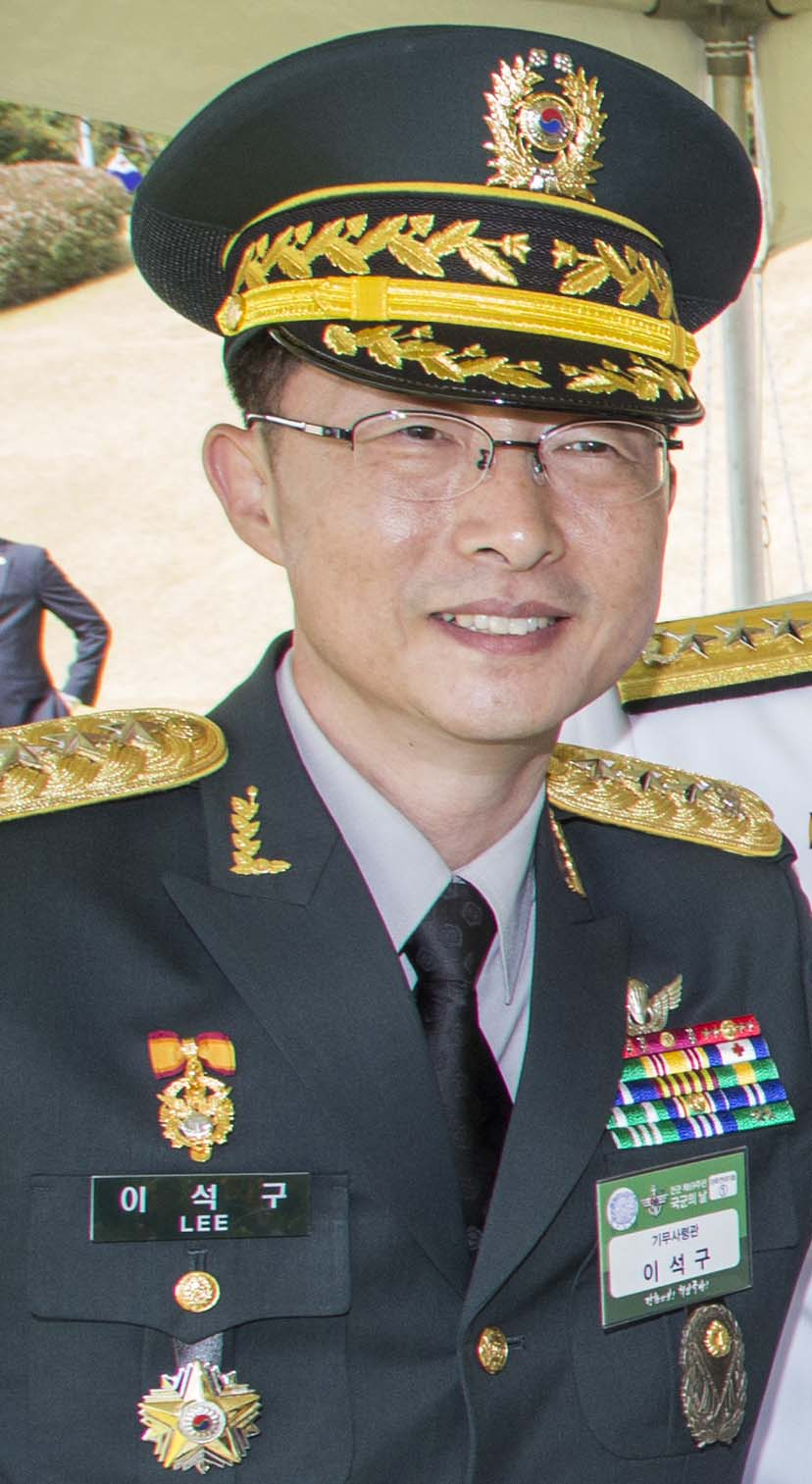
제43대 국군기무사령관 이석구 중장

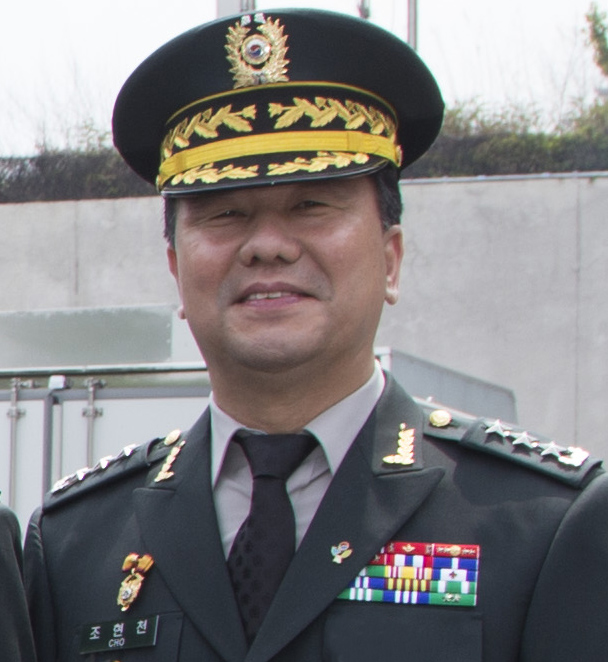
제42대 국군기무사령관 조현천 중장

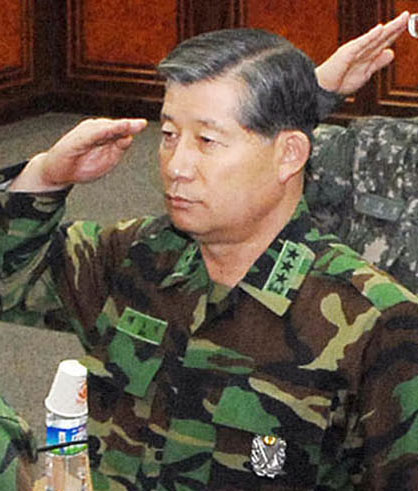
제39대 국군기무사령관 배득식 중장

- 1991년 이후의 기무사령관은 대한민국 국군의 3성 장군 중에서 해병대사령관 다음의 의전 서열을 가지며, 현역 군인 중 10위이다.

| 대수           | 성명           | 계급      | 기간                                | 비고             |
| -------------- | -------------- | --------- | ----------------------------------- | ---------------- |
| 특무부대장     |                |           |                                     |                  |
| 초대           | 김형일(金炯一) | 육군 대령 | 1950년 10월 20일 ~ 1950년 12월 15일 | -                |
| 2대            | 백인엽(白仁燁) | 육군 준장 | 1950년 12월 15일 ~ 1951년 1월 13일  | 일본 육항        |
| 3대            | 이한림(李翰林) | 육군 준장 | 1951년 1월 13일 ~ 1951년 4월 6일    | 일본 육사        |
| 4대            | 김종면(金宗勉) | 육군 준장 | 1951년 4월 19일 ~ 1951년 5월 15일   | -                |
| 5대            | 김창룡(金昌龍) | 육군 소장 | 1951년 5월 15일 ~ 1956년 1월 30일   | 육사 3기         |
| 6대            | 정인택(鄭麟澤) | 육군 준장 | 1956년 1월 30일 ~ 1957년 9월 25일   | 육사 3기         |
| 7대            | 김재현(金在鉉) | 육군 준장 | 1957년 9월 25일 ~ 1959년 10월 10일  | 육사 2기         |
| 8대            | 하갑청(河甲淸) | 육군 준장 | 1959년 10월 10일 ~ 1960년 5월 1일   | 육사 2기         |
| 9대            | 이소동(李召東) | 육군 준장 | 1960년 5월 1일 ~ 1960년 6월 1일     | 육사 2기         |
| 육군방첩부대장 |                |           |                                     |                  |
| 10대           | 박창록(朴昌錄) | 육군 준장 | 1960년 6월 1일 ~ 1961년 4월 1일     | 육사 3기         |
| 11대           | 이철희(李哲熙) | 육군 준장 | 1961년 4월 1일 ~ 1961년 6월 10일    | 육사 2기         |
| 12대           | 김재춘(金在春) | 육군 준장 | 1961년 6월 10일 ~ 1962년 7월 12일   | 육사 5기         |
| 13대           | 정승화(鄭昇和) | 육군 준장 | 1962년 7월 12일 ~ 1964년 1월 8일    | 육사 5기         |
| 14대           | 박영석(朴榮錫) | 육군 준장 | 1964년 1월 8일 ~ 1965년 3월 6일     | 육사 5기         |
| 15대           | 윤필용(尹必鏞) | 육군 소장 | 1965년 3월 6일 ~ 1968년 2월 17일    | 육사 8기         |
| 육군보안사령관 |                |           |                                     |                  |
| 16대           | 김재규(金載圭) | 육군 중장 | 1968년 2월 17일 ~ 1971년 9월 23일   | 육사 2기         |
| 17대           | 강창성(姜昌成) | 육군 소장 | 1971년 9월 23일 ~ 1973년 8월 14일   | 육사 8기         |
| 18대           | 김종환(金鍾煥) | 육군 중장 | 1973년 8월 14일 ~ 1975년 2월 26일   | 육사 4기         |
| 국군보안사령관 |                |           |                                     |                  |
| 19대           | 진종채(陳鍾埰) | 육군 중장 | 1975년 2월 28일 ~ 1979년 3월 5일    | 육사 8기 하나회  |
| 20대           | 전두환(全斗煥) | 육군 대장 | 1979년 3월 5일 ~ 1980년 8월 21일    | 육사 11기 하나회 |
| 21대           | 노태우(盧泰愚) | 육군 대장 | 1980년 8월 21일 ~ 1981년 7월 14일   | 육사 11기 하나회 |
| 22대           | 박준병(朴俊炳) | 육군 대장 | 1981년 7월 14일 ~ 1984년 7월 6일    | 육사 12기 하나회 |
| 23대           | 안필준(安弼濬) | 육군 대장 | 1984년 7월 6일 ~ 1985년 6월 1일     | 육사 12기 하나회 |
| 24대           | 이종구(李鍾九) | 육군 대장 | 1985년 6월 1일 ~ 1986년 7월 4일     | 육사 14기 하나회 |
| 25대           | 고명승(高明昇) | 육군 대장 | 1986년 7월 4일 ~ 1987년 12월 29일   | 육사 15기 하나회 |
| 26대           | 최평욱(崔坪旭) | 육군 대장 | 1987년 12월 29일 ~ 1988년 12월 7일  | 육사 16기 하나회 |
| 27대           | 조남풍(趙南豊) | 육군 대장 | 1988년 12월 7일 ~ 1990년 10월 10일  | 육사 18기 하나회 |
| 국군기무사령관 |                |           |                                     |                  |
| 28대           | 구창회(具昌會) | 육군 대장 | 1990년 10월 10일 ~ 1991년 12월 4일  | 육사 18기 하나회 |
| 29대           | 서완수(徐完秀) | 육군 중장 | 1991년 12월 4일 ~ 1993년 3월 8일    | 육사 19기 하나회 |
| 30대           | 김도윤(金度閏) | 육군 소장 | 1993년 3월 8일 ~ 1993년 10월 22일   | 육사 22기        |
| 31대           | 임재문(林載文) | 육군 중장 | 1993년 10월 22일 ~ 1998년 3월 25일  | 학군 3기         |
| 32대           | 이남신(李南信) | 육군 중장 | 1998년 3월 25일 ~ 1999년 10월 27일  | 육사 23기        |
| 33대           | 김필수(金弼洙) | 육군 중장 | 1999년 10월 27일 ~ 2001년 10월 10일 | 육사 26기        |
| 34대           | 문두식(文斗植) | 육군 중장 | 2001년 10월 10일 ~ 2003년 4월 21일  | 육사 27기        |
| 35대           | 송영근(宋泳勤) | 육군 중장 | 2003년 4월 21일 ~ 2005년 2월 5일    | 육사 27기        |
| 36대           | 김영한(金榮漢) | 육군 중장 | 2005년 2월 5일 ~ 2006년 12월 4일    | 육사 29기        |
| 37대           | 허평환(許坪桓) | 육군 중장 | 2006년 12월 4일 ~ 2008년 3월 20일   | 육사 30기        |
| 38대           | 김종태(金鍾泰) | 육군 중장 | 2008년 3월 21일 ~ 2010년 4월 2일    | 3사 6기          |
| 39대           | 배득식(裵得植) | 육군 중장 | 2010년 4월 2일 ~ 2013년 4월 24일    | 육사 33기        |
| 40대           | 장경욱(張璟旭) | 육군 소장 | 2013년 4월 24일 ~ 2013년 10월 26일  | 육사 36기        |
| 41대           | 이재수(李載壽) | 육군 중장 | 2013년 10월 26일 ~ 2014년 10월 13일 | 육사 37기        |
| 42대           | 조현천(趙顯千) | 육군 중장 | 2014년 10월 13일 ~ 2017년 9월 26일  | 육사 38기 알자회 |
| 43대           | 이석구(李錫九) | 육군 중장 | 2017년 9월 26일 ~ 2018년 8월 4일    | 육사 41기        |
| 44대           | 남영신(南泳臣) | 육군 중장 | 2018년 8월 4일 ~ 2018년 9월 1일     | 학군 23기        |

## 같이 보기
- 군사안보지원사령부
- 국군기무사령부 계엄령 준비 사건
- 12·12 군사 반란
- 5·17 쿠데타
- 보안사 민간인 사찰 사건
- 청명계획
- 군국기무처
- 형제복지원